# Xylocrius agassizii
Xylocrius agassizii là một loài bọ cánh cứng trong họ Cerambycidae.